# Spilobotys novapommeranicola
Spilobotys novapommeranicola är en fjärilsart som beskrevs av Embrik Strand 1917. Spilobotys novapommeranicola ingår i släktet Spilobotys och familjen nattflyn. Inga underarter finns listade i Catalogue of Life.